# Hunter-Antilope

Verbreitungskarte

Die Hunter-Antilope (Beatragus hunteri, Syn.: Damaliscus hunteri) ist eine der selteneren Antilopen Ostafrikas. Sie gehört zur Gruppe der Kuhantilopen (Alcelaphini). Wurde sie früher als Unterart der Leierantilope angesehen, wird sie heute meistens wegen der weiteren Gehörnauslage als eigene Art eingestuft. Mit dem Namen ehrte der Zoologe Philip Lutley Sclater den englischen Großwildjäger Henry Charles Vicars Hunter (1861–1934).
Die IUCN stuft die Hunter-Antilope als vom Aussterben bedroht (critically endangered) ein. Nahrungskonkurrenz mit Hausrindern ist ein wesentlicher Grund für den Bestandsrückgang.

## Aussehen
Mit einer Schulterhöhe von 100 cm entspricht sie vom Aussehen anderen Kuhantilopen, ist allerdings zarter gebaut. Sie erreicht ein Gewicht von bis zu 73 Kilogramm. Die Hörner werden bis zu 70 Zentimeter lang. Das Haarkleid ist gelbbraun, zwischen den Augen trägt sie einen weißen Streifen, der Schwanz ist teilweise weiß. Das Gehörn unterscheidet sich von den anderen Kuhantilopen, denn es fehlt der typische breite Helm. Eher lässt sich das Gehörn mit dem Impala vergleichen.

## Verbreitungsgebiet und Lebensweise
Die Hunter-Antilope kommt nur in einem sehr kleinen, rund 8000 km² umfassenden Verbreitungsgebiet nahe der Küste im Grenzgebiet zwischen Kenia und Somalia vor. Hier fehlen andere Kuhantilopen, die offensichtlich Nahrungskonkurrenten mit dieser Art sind. Eine kleine Gruppe wurde zusätzlich im Tsavo-East-Nationalpark eingeführt. Die Hunter-Antilope lebt in Herden bis zu 25 Tieren. Sie bevorzugt mit Buschwerk durchsetzte offene Steppen.

## Gefährdung
Die IUCN stuft die Hunter-Antilope als vom Aussterben bedroht (critically endangered) ein. Noch in den 1970ern wurde der Bestand auf 15.000 Tiere geschätzt, ist aber seit den 1980ern dramatisch auf unter 250 (IUCN-Schätzung 2016) gefallen. Dürreperioden, Wilderei und die Verdrängung durch Viehherden sind die Ursachen für den Rückgang.

## Wissenswertes
Andere Namen für dieses Tier sind Hirola, ein einheimischer Name, und Vieraugenantilope wegen der dunklen Voraugendrüsen, die wie ein zweites Augenpaar erscheinen.

## Einzelbelege
1. ↑   Spinage, S. 186
2. ↑  Thomas M. Butynski: Beatragus hunteri Hirola. In: Jonathan Kingdon, David Happold, Michael Hoffmann, Thomas Butynski, Meredith Happold und Jan Kalina (Hrsg.): Mammals of Africa Volume VI. Pigs, Hippopotamuses, Chevrotain, Giraffes, Deer and Bovids. Bloomsbury, London, 2013, S. 490–495

## Weblink
- Beatragus hunteri in der Roten Liste gefährdeter Arten der IUCN 2013.2. Eingestellt von: IUCN SSC Antelope Specialist Group, 2008. Abgerufen am 29. Dezember 2013.